# Лёшенко, Вадим Алексеевич
Вадим Алексеевич Лёшенко (укр. Вадим Олексійович Льошенко; род. 23 июня 1955, Ульяновка, Кировоградская область) — украинский государственный деятель, председатель Черкасской областной государственной администрации в 2002—2005 годах. Кандидат экономических наук (2004).

## Биография
В 1970—1974 годах — студент Полтавского сельскохозяйственного института. В 1974 году работал районным агрохимиком Любашевского районного управления сельского хозяйства Одесской области.
В 1974—1976 годах служил в Советской Армии.
В 1976—1979 годах — агроном-инспектор сырьевого отдела Ульяновского сахарного завода Кировоградской области.
В 1979—1980 годах — начальник Ульяновской районной инспекции государственного страхования Кировоградской области.
В 1980—1982 годах — агроном отделения Ульяновского свёклосовхоза Кировоградской области.
С октября 1982 по февраль 1985 года — инструктор организационного отдела Ульяновского районного комитета КПУ Кировоградской области.
В 1982 году окончил Уманский ордена Трудового Красного Знамени сельскохозяйственный институт имени Горького по специальности агрономия.
С февраля 1985 по октябрь 1986 года — председатель правления колхоза имени Ульянова в селе Ольховом Ульяновского района Кировоградской области.
С октября 1986 по июль 1987 года — 2-й секретарь Ульяновского районного комитета КПУ Кировоградской области.
С июля 1987 по апрель 1989 года — главный агроном свёклосовхоза Капитановского сахарного комбината Кировоградской области.
С апреля 1989 по сентябрь 1993 года — директор Капитановского сахарного комбината. С сентября 1993 по 1998 год — председатель правления ОАО «Капитановский сахарный завод» Кировоградской области.
С 1998 по ноябрь 2002 года — заместитель председателя Черкасской областной государственной администрации по вопросам экономики и осуществления экономических реформ, 1-й заместитель председателя Черкасской областной государственной администрации по вопросам экономики и осуществления экономических реформ.
С 1999 года был членом СДПУ(о). Член политсовета СДПУ(о) (с февраля 1999); член Политбюро СДПУ(о) (с марта 2003); секретарь Черкасского областного комитета СДПУ(о) (с февраля 1999).
В 2000 году окончил заочно Уманскую сельскохозяйственную академию по специальности менеджмент организаций.
С 14 ноября 2002 по 21 января 2005 — председатель Черкасской областной государственной администрации. Государственный служащий 1-го ранга.
В 2004 году защитил в Днепропетровском государственном аграрном университете кандидатскую диссертацию «Организация и совершенствование рынка материально-технического обеспечения сельскохозяйственных товаропроизводителей».
С 2005 по 2006 год возглавлял (на общественных началах) отделение Национального олимпийского комитета в Черкасской области, с 2006 по 2008 год — Федерацию дзюдо в Черкасской области.
С 2008 по 2010 год — на преподавательской деятельности: доцент кафедры экономики предприятия учебно-научного института экономики и права Черкасского национального университета имени Богдана Хмельницкого.
С мая по ноябрь 2010 года — заместитель председателя — руководитель аппарата Черкасской областной государственной администрации.
Затем — президент Ассоциации группы компаний «Холодный Яр» (производство водки). Депутат Черкасского областного совета.

## Награды, звания
Награжденный орденом «За заслуги» III степени, имеет почетное звание «Заслуженный экономист Украины».